# 317 Roxane
317 Roxane là một tiểu hành tinh thuộc kiểu E, ở vành đai chính. Nó được Auguste Charlois phát hiện ngày 11.9.1891 ở Nice, và ban đầu được đặt tên là Roxana, vợ của Alexandros Đại đế.
Mới đây, một đội các nhà thiên văn học đã nhận ra "317 Roxane" có quang phổ gần phù hợp với thiên thạch Peña Blanca Spring đã va chạm một hồ bơi ở Texas, Hoa Kỳ năm 1946. Vì thế, có khả năng là "317 Roxane" cùng có nguồn gốc từ thiên thể mẹ giống như thiên thạch này.